# Echis
Echis é um género de serpentes venenosas da família dos Viperídeos, também conhecida mundialmente como Saw-scaled viper (sem correspondente para o português). O seu habitat são as regiões secas de África, Médio Oriente, Paquistão, Índia e Sri Lanka. Dispõem de uma característica ameaçadora ao esfregar o corpo para produzir um som semelhante a um guizo. O nome Echis provém da palavra grega para "víbora". O género Echis inclui algumas das espécies responsáveis por casos de ataques a humanos e a maior parte das mortes de pessoas por serpentes.  Atualmente, oito espécies são identificadas.
Esta víbora  é considerada por muitos como a serpente venenosa mais perigosa do planeta. Ele mora perto dos seres humanos e, devido ao seu tamanho pequeno, passa facilmente desapercebida. Ao contrário de muitas outras serpentes, raramente dá picadas secas. Tem reputação de ser agressiva e de atacar com facilidade.  Quando esta víbora morde, geralmente inocula grande quantidade de veneno , levando a óbito uma estimativa de mais de 10 mil pessoas por ano. 

## Espécies do género Echis
- Echis leucogaster Roman, 1972
- Echis carinatus (Schneider, 1801)
- Echis pyramidum (Geoffroy Saint-Hilaire, 1827), 3 subesp.
- Echis coloratus Günther, 1878
- Echis hughesi Cherlin, 1990
- Echis jogeri Cherlin, 1990
- Echis megalocephalus Cherlin, 1990
- Echis ocellatus Stemmler, 1970